# Шуньга (Карелия)
Шуньга́ — село, административный центр Шуньгского сельского поселения Медвежьегорского района Республики Карелия. Близ села расположен единственный в мировой геологической практике выходящий на поверхность разрез с жилами шунгита, являющийся государственным региональным геологическим памятником. В селе имеются школа, медицинский пункт.

## География

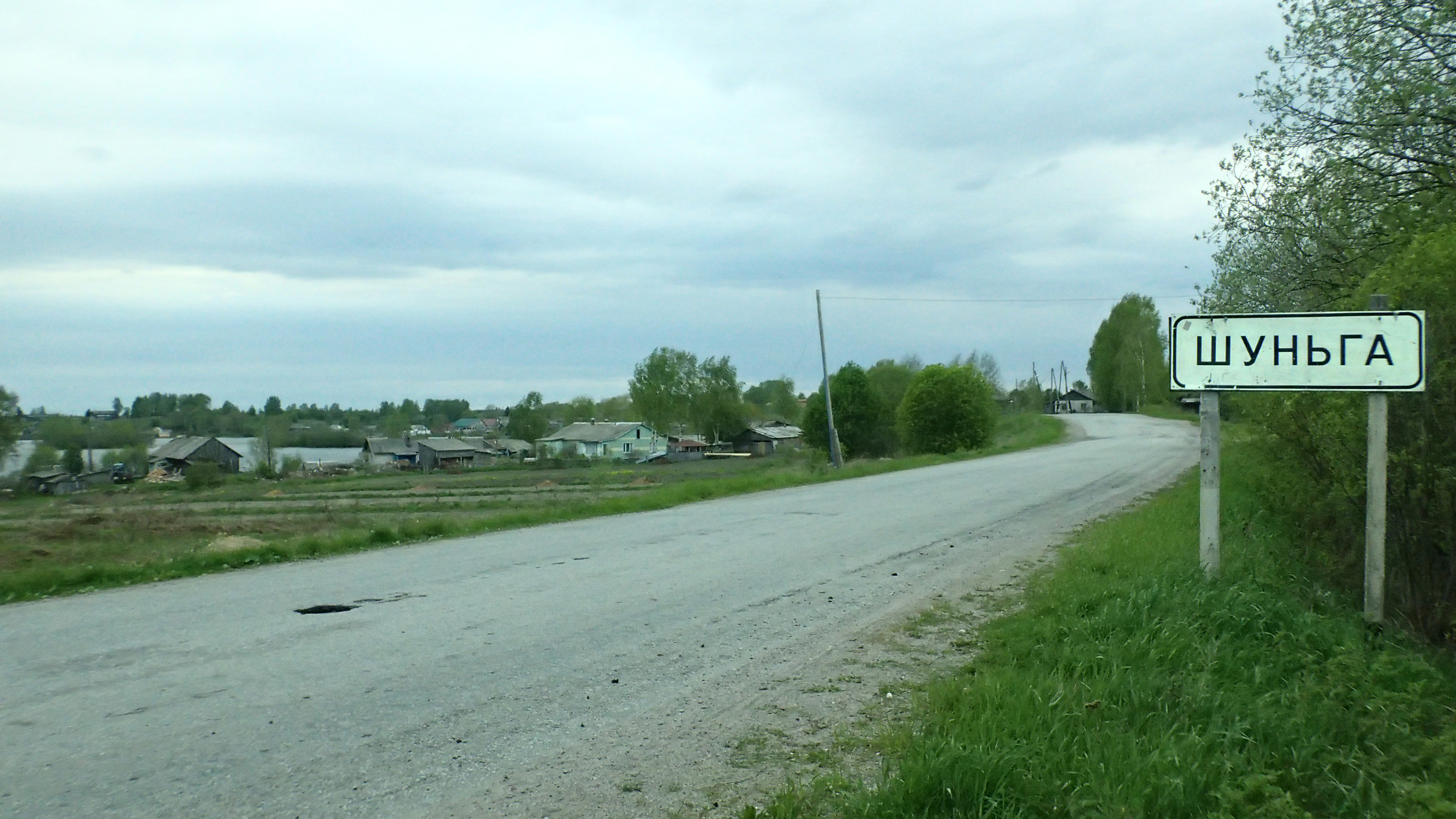
Въезд с южной стороны

Расположено на Заонежском полуострове, на скалистом острове в северной части озера Путкозеро.

### Уличная сеть
- пер. Больничный
- ул. Набережная
- ул. Новая
- ул. Совхозная
- ул. Центральная

## Название
Исследователи гидронимии Карелии предполагают, что в основе названия — саамское слово čuenn, обозначающее заливной покос вдоль болота.
В ЭСБЕ известна как Шунги, Шунгский погост.

## История
Первое упоминание о Шуньгском погосте содержится в списке Чёлмужской обводной грамоты 1375 года. В XV веке село являлось перевалочным пунктом на пути транспортировки соли с побережья Белого моря. С XVII века широкую известность получила крупнейшая на Русском Севере — Шуньгская ярмарка. Ярмарка была главным пунктом оптовой торговли продовольственными и промышленными товарами. Ярмарка проводилась четыре раза в год — Богоявленская (Крещенская) с 6 по 18 января, Сборная с первого воскресенья Великого поста в течение 6 дней, Благовещенская с 25 марта по 2 апреля, Никольская с 6 по 12 декабря. В связи со строительством в 1880 году Повенецко-Шуньгского тракта и в 1914 году Мурманской железной дороги, когда соль, рыба и дичь стали следовать прямиком из Беломорья на Санкт-Петербург, значимость ярмарок снизилась и к 1930-м годам ярмарки перестали проводиться.
В 1900—1908 годах на средства купца и благотворителя И. И. Крылова, проживавшего в Шуньге, была восстановлена после пожара церковь Святой Богородицы, а также построена и оборудована Шуньгская Никольская богадельня супругов И. И. и П. Я. Крыловых. В 1911 г. в Шуньге был открыт бюст императору Александру II в память 50-летия освобождения крестьян. В начале XX в. была открыта Шуньгская больница на 30 коек.
В 1910—1920-х гг. в Шуньге действовали кредитное товарищество, сыроваренная артель, потребительское общество.
В 1927—1930 Шуньга была центром Шуньгского района, а в 1930—1944 годах — центром Заонежского района.
В конце XIX века известность приобрели изделия заонежских вышивальщиц. В 1907 году в селе было организовано «Общество помощи ручному труду», объединившее 300 вышивальщиц-надомниц. В 1929 году была создана артель «Заонежская вышивка», с 2000-х годов — фабрика «Карельские узоры», специализирующаяся на выпуске изделий из натуральных тканей, украшенных традиционной заонежской вышивкой.

## Население
| 1939 | 2002 | 2009 | 2010 | 2013 |
| ---- | ---- | ---- | ---- | ---- |
| 1037 | ↘782 | ↘762 | ↘596 | ↘548 |

## Памятники истории
В селе сохраняется Братская могила советских воинов, партизан и сельских активистов, погибших в годы Гражданской и Великой Отечественной войны. На въезде в село со стороны Медвежьегорска расположен памятник вертолётчикам.

## Известные уроженцы
- Поташев М. В. (род. 1994) — офицер ВС РФ, Герой Российской Федерации (2023)[15][16].